# Katrin Dörre
Katrin Dörre, född den 6 oktober 1961 i Leipzig i Tyskland, är en östtysk friidrottare inom långdistans- och maratonlöpning.
Hon tog OS-brons i maraton vid friidrottstävlingarna 1988 i Seoul. 